# Ariel Segalla
Ariel Rubén Segalla (n. Santa Fe, Argentina, 8 de febrero de 1976) es un exfutbolista argentino que jugó como mediocampista. Militó en diversos clubes de Argentina, Chile, Costa Rica y Guatemala. En 1994 jugó en las inferiores del Colón de Santa Fe y tres años más tarde, en 1997, debutó profesionalmente en el club santafesino. 

## Clubes
| Club                      | País       | Año       |
| ------------------------- | ---------- | --------- |
| Colón de Santa Fe         | Argentina  | 1994-2000 |
| Palestino                 | Chile      | 2001      |
| Colón de Santa Fe         | Argentina  | 2002      |
| Universidad de Concepción | Chile      | 2003      |
| Cartaginés                | Costa Rica | 2004      |
| Comunicaciones            | Guatemala  | 2005      |
| 9 de Julio de Rafaela     | Argentina  | 2005-2006 |
| Patronato de Paraná       | Argentina  | 2006-2007 |
| Cartaginés                | Costa Rica | 2007      |
| Luján de Cuyo             | Argentina  | 2008      |
| San Luis de Quillota      | Chile      | 2008-2009 |